# بلوت

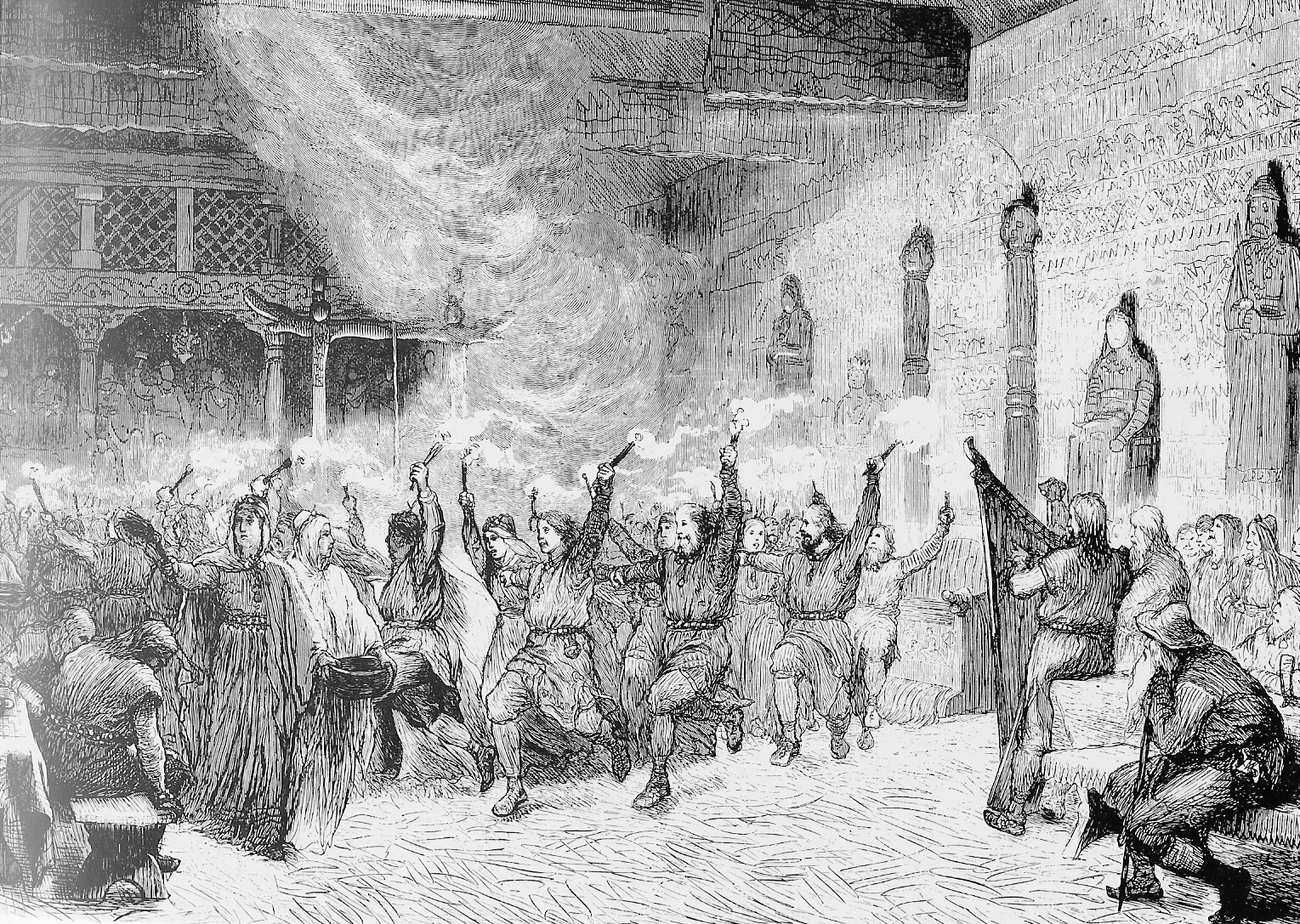
دیزابلوت، توسط آگوست مالمستروم

بلوت (به زبان نروژی باستان: Blót) رایج‌ترین تشریفات مذهبی در میان آوساترو (یا پگانیسم ژرمنیک) بود. در ساده‌ترین شکل ممکن، بلوت به مراسم قربانی کردن برای ایزدان ژرمن‌ها و ارواح سرزمین در آیین ژرمنی گفته می‌شد. در روزگاران قدیم این مراسم با قربانی کردن حیوانی، به خصوص خوک‌ها و اسب‌ها برای خدایان انجام می‌گرفت، سپس خون آن در کاسه‌ای به نام بلوت‌بولی ریخته می‌شد. فرد مجتهد، با پاشیدن خون که دارای قدرت ویژه‌ای تصور می‌شد، توسط وسیله‌ای به شکل آبپاش چوبی به جمعیت مردم، تندیس‌های ایزدان و دیوارهای معبد مراسم را برگزار می‌کرد. باقی‌مانده خون درون بلوت‌بولی نیز بر روی قربان‌گاه سنگ مشبع ریخته می‌شد. از طرفی گوشت حیوانات درون دیگ بسیار بزرگی در داخل یا خارج محوطه پخته می‌شد. لحظهٔ جمع شدن مردم در کنار دیگ‌ها برای صرف غذا با یکدیگر و در کنار خدایان به عنوان لحظاتی مقدس به‌شمار می‌رفت.